# La Mesilla (Nuevo México)
La Mesilla es un lugar designado por el censo ubicado en el condado de Río Arriba en el estado estadounidense de Nuevo México. En el Censo de 2010 tenía una población de 1772 habitantes y una densidad poblacional de 151,9 personas por km².

## Geografía
La Mesilla se encuentra ubicado en las coordenadas 35°56′47″N 106°4′10″O / 35.94639, -106.06944. Según la Oficina del Censo de los Estados Unidos, La Mesilla tiene una superficie total de 11.67 km², de la cual 11.57 km² corresponden a tierra firme y (0.82%) 0.1 km² es agua.

## Demografía
Según el censo de 2010, había 1772 personas residiendo en La Mesilla. La densidad de población era de 151,9 hab./km². De los 1772 habitantes, La Mesilla estaba compuesto por el 68.34% blancos, el 0.34% eran afroamericanos, el 1.35% eran amerindios, el 0.4% eran asiáticos, el 0% eran isleños del Pacífico, el 25.62% eran de otras razas y el 3.95% pertenecían a dos o más razas. Del total de la población el 73.36% eran hispanos o latinos de cualquier raza.